# Navio-almirante

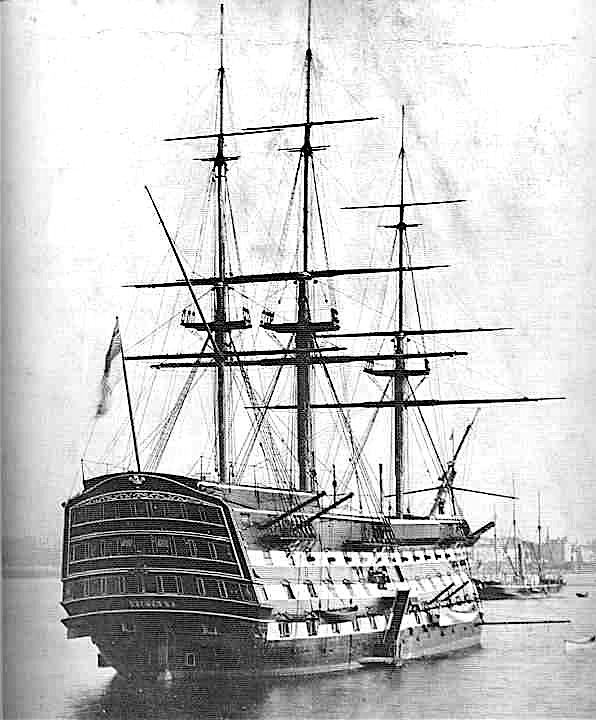
HMS Victory, um navio utilizado como navio-almirante pela Marinha Real Britânica.

Navio-almirante, navio-chefe ou capitânia é o navio de esquadra tripulado por um comandante como outro navio de igual tamanho ou categoria de esquadra, porém o que o distingue dos demais é que a bordo se encontra o oficial general ou o comandante geral de operações navais e que lidera uma esquadra ou divisão de combate individual, pelas próprias forças de frota, uma vez que sempre se encontra acompanhado de outros navios de apoio logístico, avisos e de combate. Geralmente o navio-almirante detém uma flâmula estreita e comprida designada galhardete, que o distingue como comando-geral ou general-de-operações-navais. No caso do navio HMS Victory da Marinha Real Britânica, além das salas de comando e da tripulação do navio, havia também espaços para reuniões de cúpula e do comando general de operações de Lord Nelson, onde é possível ver o galhardete de Nelson na popa do navio.

## Uso naval
No uso naval comum, o termo capitânia é fundamentalmente uma designação temporária; a nau capitânia está onde quer que a bandeira do almirante esteja sendo hasteada. No entanto, os almirantes sempre precisaram de instalações adicionais, incluindo uma sala de reuniões grande o suficiente para acomodar todos os capitães da frota e um local para a equipe do almirante fazer planos e redigir ordens. Historicamente, apenas os navios maiores podiam acomodar tais requisitos.
O termo também foi usado por frotas comerciais, quando a distinção entre a marinha de uma nação e a frota mercante não era clara. Um exemplo foi o Sea Venture, nau capitânia da frota da Virginia Company, que era capitaneada pelo vice-almirante da Marinha Real Christopher Newport e ainda carregava o almirante da Marinha Mercante da frota da empresa, Sir George Somers, durante o malfadado Terceiro Abastecimento de 1609.
Na era dos navios à vela, a nau capitânia era tipicamente de primeira classe; a popa de um dos três conveses se tornaria os aposentos e os escritórios do almirante. Isso pode ser visto no HMS Victory, a nau capitânia do Almirante Nelson na Batalha de Trafalgar em 1805, ainda servindo à Marinha Real como a nau capitânia cerimonial do Primeiro Lorde do Mar de Portsmouth, Inglaterra. No entanto, as primeiras taxas poderiam servir como navios-bandeira: USS Constitution, uma fragata (um quinto nível), serviu como navio-almirante para partes da Marinha dos Estados Unidos durante o início do século XIX.
No século XX os navios tornaram-se grandes o suficiente para que os tipos maiores, cruzadores e superiores, pudessem acomodar um comandante e estado-maior. Alguns navios maiores podem ter uma ponte de bandeira separada para uso do almirante e sua equipe enquanto o capitão comanda da ponte de navegação principal. Como sua função principal é coordenar uma frota, uma nau capitânia não é necessariamente mais armada ou blindada do que outras naves. Durante a Segunda Guerra Mundial, os almirantes muitas vezes preferiam um navio mais rápido ao maior.

As naves capitânias modernas são projetadas principalmente para comando e controle, e não para lutar, e também são conhecidas como navios de comando.